# Jean-Gilles du Coëtlosquet

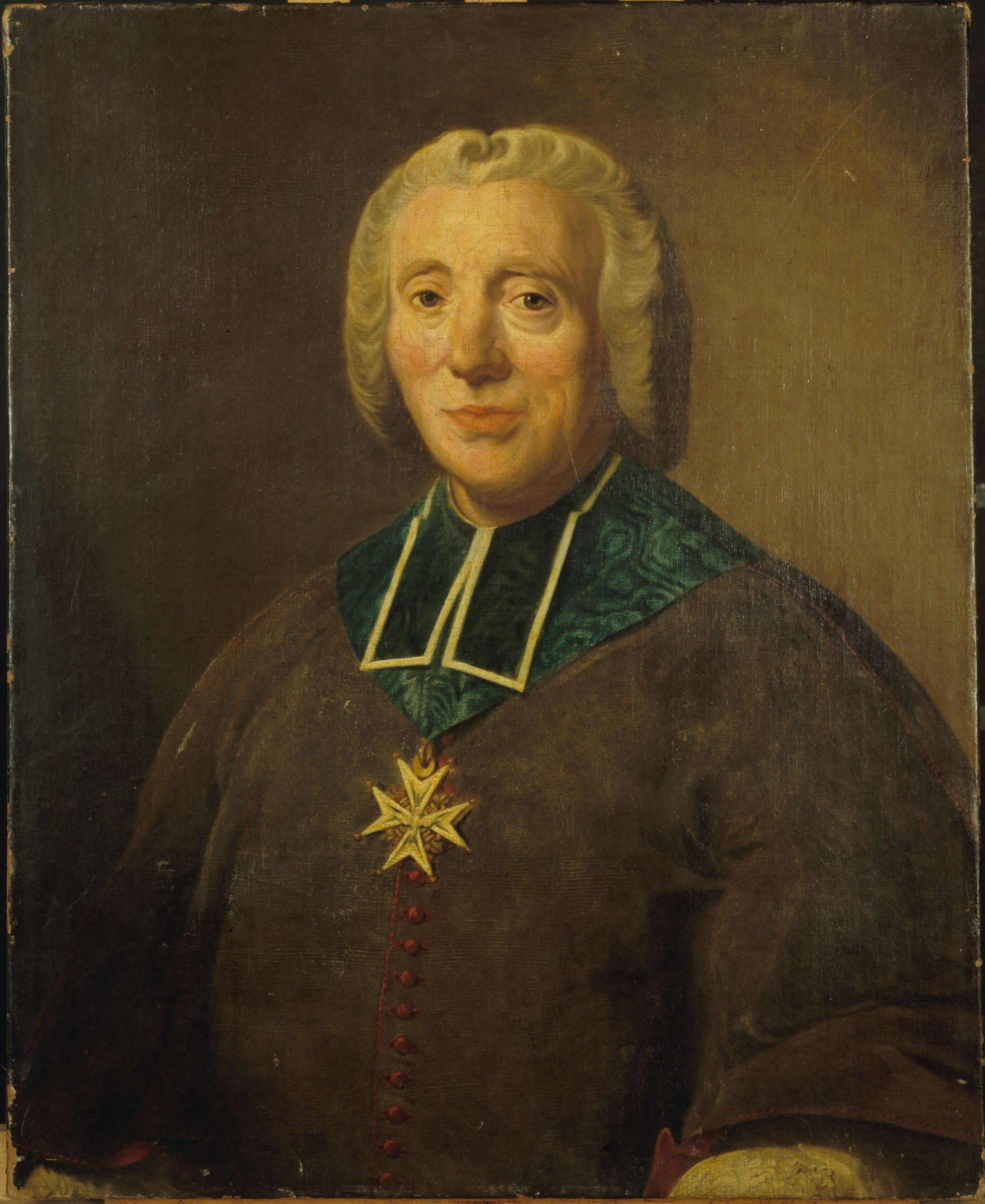
Jean-Gilles du Coëtlosquet (18. Jahrhundert)

Jean-Gilles du Coëtlosquet (* 15. September 1700 in Saint-Pol-de-Léon, heutiges Département Finistère; † 21. März 1784 in Paris) war ein französischer Bischof.

## Leben
Jean-Gilles du Coëtlosquet wurde am 15. September 1700 in Saint-Pol-de-Léon in der Bretagne geboren. Seine Eltern waren Alain du Coëtlosquet, seigneur des Isles, und Gilette de Kergus. Jean-Gilles ging 1718, nach Erhalt der Tonsur, nach Paris, wo sich sein Verwandter Charles du Plessis d’Argentré, Almosenier König Ludwigs XV., um seine weitere Bildung kümmerte. Er studierte an der Sorbonne Theologie, wurde am 16. April 1729 zum Priester geweiht und kurz darauf Generalvikar Duplessis', der seit 1723 Bischof von Tulle war. Wenige Monate später wechselte er in gleicher Funktion nach Bourges, um dort dem neuernannten Erzbischof Rochefoucauld zur Seite zu stehen; der bestellte Coëtlosquet 1732 zum Kanzler der Diözese. – Am 22. September 1739 vom König zum Bischof von Limoges ernannt, erhielt Coëtlosquet am 7. Februar 1740 in Paris durch Erzbischof Rochefoucauld die Weihe.
Das Bistum Limoges war eine der ausgedehntesten Diözesen Frankreichs; seine Bevölkerung bestand weitgehend aus armen Landbewohnern. Bischof Coëtlosquet machte sich mit Eifer an seine neue Aufgabe. In den folgenden 16 Jahren bereiste er die ganze Diözese, besuchte auch die entlegenste Gemeinde und strebte danach, durch kluge Verwaltung die Unbildung und die Armut zu verringern. Als ihn König Ludwig 1750 zum Erzbischof von Tours befördern wollte, lehnte er ab und blieb bei seiner Herde. Erst als ihm der König 1758 die Erziehung seines Enkels übertrug, des siebenjährigen Herzogs von Burgund, legte Coëtlosquet sein Bischofsamt nieder und ging nach Versailles. Nach dem Tod des Prinzen 1761 übernahm er die Erziehung des Herzogs von Berry (Ludwig XVI.) und wurde selben Jahr in die Académie Française gewählt – und erhielt dabei den Vorzug vor Diderot. 1762 bzw. 1764 übernahm er die Erziehung der jüngeren Brüder des Thronfolgers: des Grafen der Provence (Ludwig XVIII.) und des Grafen von Artois (Karl X.). Nachdem seine Aufgabe als Prinzenerzieher mit der Eheschließung des letzten Prinzen 1771 beendet war, bestimmte ihn der König zum Almosenier des Grafen der Provence, der ihm zwei Monate später auch die Verwaltung seiner Benefizien übertrug.
König Ludwig XVI. ernannte seinen ehemaligen Präzeptor am Tag seiner Salbung in Reims (13. Juni 1775) zum Kommandeur des Ordens vom hl. Geist. Als 1778 ein Kardinalat für Frankreich zu vergeben war, versuchte König Ludwig, Bischof Coëtlosquet zur Annahme zu bewegen; der aber verzichtete aus Verehrung für seinen ehemaligen Erzbischof Rochefoucauld zugunsten des Erzbischofs von Rouen, Dominique de La Rochefoucauld, und zog sich – nach der Entbindung von seinen Pflichten – in die Abtei Saint-Victor in Paris zurück, wo er 1784 starb und in einer schlichten Zeremonie auch beigesetzt wurde.